# Mieszany Rosyjsko-Mniejszościowy Oddział Okręgu Ałtajskiego
Mieszany Rosyjsko-Mniejszościowy Oddział Okręgu Ałtajskiego (ros. Сводный русско-инородческий отряд Алтайского округа) – ochotnicza antybolszewicka jednostka wojskowa złożona z Rosjan i miejscowych mieszkańców działająca w Górnym Ałtaju na pocz. lat 20. XX wieku.
12 czerwca 1921 r. z miasta Kobdo na terytorium Mongolii do Górnego Ałtaju wkroczył tzw. Mieszany Rosyjsko-Mniejszościowy Oddział Okręgu Ałtajskiego. Liczył ok. 700 kawalerzystów (Rosjan i Ałtajców) mających na wyposażeniu ok. 260 karabinów, 3 karabiny maszynowe i 76-mm działo polowe z 315 pociskami, a także dużą ilość zapasów i wyposażenia wojskowego. Na jego czele stał podesauł Aleksandr P. Kajgorodow, jeden z głównych miejscowych dowódców wojsk białych z okresu wcześniejszego. Jednakże przeniknięcie w głąb Górnego Ałtaju poprzez wieś Kosz-Agacz zakończyło się niepowodzeniem z powodu silnego garnizonu sowieckiego. Główne siły powróciły do Kobdo, natomiast na Trakt Czujski został wysłany niewielki oddziałek pod dowództwem Wasilija Kusurgaszewa z rozkazami zorganizowania partyzantki na tyłach Sowietów. Pod koniec września Oddział podesauła A. P. Kajgorodowa ponownie przekroczył granicę i wyszedł na Trakt Czujski, przyłączając do siebie oddziały partyzanckie. Przeprowadzono też mobilizację mężczyzn w wieku od 20 do 40 lat z własnym uzbrojeniem i koniem. W październiku 1921 r. dowództwo sowieckie do walki z partyzantami utworzyło Górno-Ałtajską Grupę Wojsk w składzie dwóch batalionów 185 pułku strzeleckiego, trzech batalionów 186 pułku strzeleckiego, trzech szwadronów 58 pułku kawalerii, 201 batalionu pogranicznego i batalionu specjalnego przeznaczenia guberni ałtajskiej (złożonego z miejscowych komunistów, komsomołców i b. komunistycznych partyzantów). Prowadząc walki z oddziałami regularnej armii i oddziałami specjalnego przeznaczenia, Oddział podesauła A. P. Kajgorodowa poruszał się Traktem Czujskim w głąb Górnego Ałtaju, zajmując kolejne wsie. Liczebność Oddziału jesienią 1921 r. dosięgnęła ok. 3,5 tys. ludzi. Syberyjskim Rewkom zaapelował do wieśniaków, wstępujących do partyzantów, aby zdawali broń i spokojnie wracali do domów z gwarancją odpuszczenia win. Na pocz. października w rejonie wsi Białyj Anuj został rozbity, działający samodzielnie, 300-osobowy partyzancki oddział Tyryszkina. W I poł. listopada Oddział podesauła A. P. Kajgorodowa dotarł w okolice wsi Biełyj Anuj-Czornyj Anuj-Baragasz-Ilinka-Taurak, zagrażając miastu Bijsk. W tym czasie w tym samym rejonie działał sowiecki oddział W. F. Triszkina, dochodząc do liczebności ok. 300 ludzi. Został on podzielony na mniejsze oddziały bojowe, które bezustannie atakowały partyzantów. Swoje oddziały utworzyła też milicja rejonu ujmonskiego. W nocy z 16 na 17 listopada stawiły one opór partyzantom A. P. Kajgorodowa we wsi Ust-Koksa. W nieudanym ataku zginęło lub zostało rannych ok. 300 partyzantów, zaś ponad 100 dostało się do niewoli. Osłabiony Oddział A. P. Kajgorodowa został zmuszony do odwrotu, podczas którego – okrążony – poniósł kolejną porażkę pod wsią Taurak. Podesauł A. P. Kajgorodow na czele resztki partyzantów wyrwał się z okrążenia, po czym Traktem Ujmonskim dotarł w poł. grudnia 1921 r. do wsi Argut. Tam zatrzymał się do pocz. lutego 1922 r., ponownie gromadząc mniejsze oddziały partyzanckie. W nocy z 4 na 5 lutego odbudowany Oddział A. P. Kajgorodowa zaatakował niespodziewanie wieś Katanda. Następnie zajął kilka pobliskich wsi i wyszedł na Trakt Ujmonski, ponownie przeprowadzając mobilizację mężczyzn w wieku od 18 do 45 lat. Dzięki temu osiągnął liczebność ok. 2 tys. ludzi. Miał 8 karabinów maszynowych. Oddziały sowieckie obsadziły wszystkie ważniejsze punkty strategiczne, aby uniemożliwić partyzantom wdarcie się w głąb Górnego Ałtaju. Ponadto sformowano nowe mobilne oddziały po 200-300 żołnierzy, specjalizujące się w walkach w górach. 22 lutego oddziały specjalnego przeznaczenia zmusiły Oddział A. P. Kajgorodowa, liczący już tylko ok. 700 ludzi, do wycofania się ze wsi Senteliek do Korgon. Na pocz. marca, połączywszy się z oddziałem Karmana Czekurakowa, A. P. Kajgorodow przeprowadził swoją ostatnią większą akcję bojową – próbę zdobycia magazynów zaopatrzeniowych w Ongudaju. Po kilku godzinach ciężkiej walki, kiedy na pomoc garnizonowi we wsi przybył Samodzielny Oddział Syberyjski, siły partyzantów zostały zmuszone do odwrotu w kierunku Katandy. Za nimi ruszyły bolszewickie 1 i 2 oddziały specjalnego przeznaczenia, których zadaniem było zniszczenie sił A. P. Kajgorodowa. Rano zaatakowały one niespodziewanie wieś Katandę, zabijając A. P. Kajgorodowa i rozbijając całkowicie jego zgrupowanie. Głowa A. P. Kajgorodowa została nabita na kawałek drewna i odesłana do sztabu wojsk bolszewickich we wsi Ałtajskoje. Według niektórych źródeł Sowieci obwozili ją po wsiach Górnego Ałtaju, aby udowodnić, że A. P. Kajgorodow faktycznie nie żyje i tym samym do końca zdusić ostatnie przejawy oporu.